# Genta Masuno
Genta Masuno (増野 元太, Masuno Genta) né le 24 mai 1993 à Hakodate est un athlète japonais spécialiste du 110 m haies.
Le 8 juin 2014, il porte son record à 13 s 58 à Fukushima.